# RS-655
Pour les articles homonymes, voir Route 655.
La RS-655 est une route locale du Sud-Est de l'État du Rio Grande do Sul située sur le territoire de la municipalité de Herval et reliant cette dernière au rio Jaguarão, sur la frontière avec l'Uruguay. Elle est longue de 44 km.